# Hage Geingob
Hage Gottfried Geingob (3 tháng 8 năm 1941  –  4 tháng 2 năm 2024) là tổng thống thứ ba của Namibia, tại chức từ ngày 21 tháng 3 năm 2015 đến khi qua đời ngày 4 tháng 2 năm 2024. Geingob là Thủ tướng đầu tiên của Namibia từ ngày 21 tháng 3 năm 1990 đến ngày 28 tháng 8 năm 2002 và giữ chức Thủ tướng một lần nữa từ ngày 4 tháng 12 năm 2012 đến ngày 21 tháng 3 năm 2015. Giữa năm 2008 và 2012 Geingob từng là Bộ trưởng Bộ Thương mại và Công nghiệp. Ông cũng là chủ tịch hiện tại của Đảng SWAPO cầm quyền kể từ khi đắc cử vào vị trí vào tháng 11/2017.
Vào ngày 4 tháng 2 năm 2024, phó chủ tịch Nangolo Mbumba thông báo rằng Geingob đã qua đời tại một bệnh viện ở Windhoek, đồng thời nói thêm, "Bên cạnh anh ấy là vợ và những đứa con thân yêu của anh ấy."